# Stadio Isaia Di Cesare
Lo stadio Isaia Di Cesare, popolarmente noto come campo di Piazza d'Armi, è un impianto sportivo dell'Aquila dedicato all'atletica leggera.
È una delle strutture sportive più antiche della città essendo stato utilizzato sin dall'inizio del XX secolo; ristrutturato negli anni duemiladieci, è oggi intitolato alla memoria di Isaia Di Cesare, preparatore della nazionale italiana di atletica leggera (1981-1989) e, successivamente, della nazionale italiana di rugby (1995-2000) con cui vinse la Coppa FIRA 1995-1997.
Lo stadio è situato in via del Beato Cesidio, nel quartiere di Santa Barbara, all'interno del parco di Piazza d'Armi.

## Storia
Posto in una vasta area militare situata sul margine occidentale delle mura dell'Aquila, il campo era utilizzato sin dall'inizio del XX secolo dai militari alloggiati nella vicina caserma, mentre le locali società di ginnastica utilizzavano prevalentemente il campo dinanzi alla basilica di Santa Maria di Collemaggio ed i nascenti clubs di foot-ball giocavano ancora nelle piazze cittadine. 
Tuttavia, nel 1915, in seguito al terremoto della Marsica, Piazza d'Armi cominciò ad essere utilizzato anche per il calcio vista l'indisponibilità e la pericolosità di giocare nelle piazze del centro storico; in origine il campo era orientato sull'asse est-ovest, parallelamente all'attuale viale Corrado IV.
Nel successivo decennio, il campo venne utilizzato dalla quasi totalità di società sportive che si succedettero sino alla fondazione dell'Associazione Sportiva L'Aquila nel 1931. La sezione calcistica della polisportiva rossoblù utilizzò piazza d'Armi come sede delle proprie partite casalinghe dal 1931 al 1933, quando si trasferì nel nuovo campo del Littorio (l'attuale stadio Tommaso Fattori) nel quartiere del Torrione. Piazza d'Armi continuò ad essere utilizzata sporadicamente dal club come sede degli allenamenti sino agli anni Settanta.
Dal luglio del 2013 lo stadio è stato rimodernato su progetto dell'architetto Vincenzo Perinelli. L'impianto è stato inaugurato il 15 maggio 2014 alla presenza del presidente del CONI Giovanni Malagò e del presidente della FIDAL Alfio Giomi. 
Tra il 27 ed il 30 maggio 2014 vi si sono svolte le finali nazionali dei campionati studenteschi. Nel luglio del 2015 ha invece ospitato gli allenamenti della nazionale italiana di rugby a 15 in ritiro all'Aquila in vista della Coppa del Mondo di rugby 2015.
Dal 2017 l'impianto è affidato in gestione all'Associazione Sportiva Dilettantistica Atletica L'Aquila.

## Caratteristiche
Lo stadio dispone di una pista ad otto corsie con superficie Mondotrack da 13,5 mm, realizzata dalla Mondo S.p.A. ed uguale a quella utilizzata in occasione delle Olimpiadi di Londra 2012; la superficie della pista è di 4.879 mq. Sono inoltre presenti nell'impianto due lunette per il salto in lungo, due pedane bidirezionali per il salto triplo, le pedane per il salto con l'asta e per i lanci (getto del peso, lancio del giavellotto, lancio del disco, lancio del martello).
Gli spalti si compongono di un'unica tribuna realizzata in legno lamellare ed interamente coperta, dotata di 640 posti a sedere.